# David Payne
David Payne, född den 27 juli 1982, Cincinnati, Ohio, USA är en amerikansk friidrottare som tävlar i häcklöpning.
Payne tävlar huvudsakligen på 110 meter häck och han slog igenom internationellt under säsongen 2007 då han vid VM i Osaka satte nytt personligt rekord med 13,02 när han kom trea i finalen. Tidigare samma år kom han tvåa vid de Panamerikanska spelen. Han deltog vid Olympiska sommarspelen 2008 där han blev silvermedaljör efter att ha sprungit på 13,17. Vid VM 2009 blev han bronsmedaljör på tiden 13,24.

## Personliga rekord
- 110 meter häck - 13,02